# Thomas Barmüller

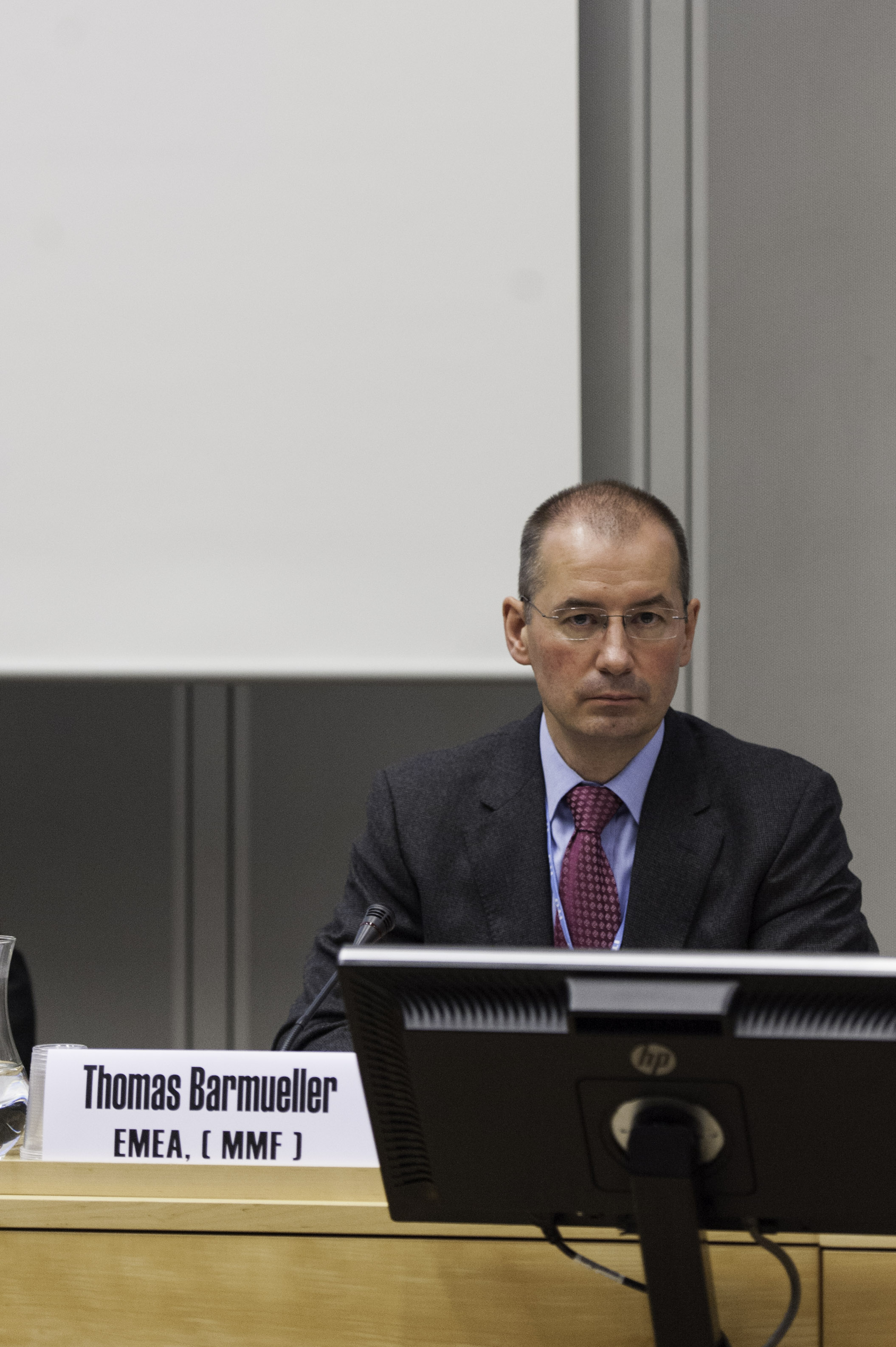
Thomas Barmüller, 2014

Thomas Barmüller (* 12. August 1964 in Wagna) ist ein österreichischer Jurist und ehemaliger Politiker (LIF, früher FPÖ). Barmüller war von 1990 bis 1999 Abgeordneter zum Österreichischen Nationalrat.

## Ausbildung und Beruf
Barmüller besuchte nach der Volksschule ein Bundesrealgymnasium, an dem er 1983 maturierte. Barmüller studierte im Anschluss Rechtswissenschaften an der Karl-Franzens-Universität Graz und schloss sein Studium zunächst 1990 mit dem akademischen Grad Mag. iur. ab. Danach begann er ein Doktorstudium. 1991 leistete Barmüller den Präsenzdienst ab.
Barmüller absolvierte zwischen 1990 und 1991 sein Rechtspraktikum und war zwischen 1992 und 1993 sowie zwischen 1995 und 1996 Rechtsanwaltsanwärter. Nach seiner politischen Karriere war Barmüller Geschäftsführer des Forums Mobilkommunikation und wechselte Ende 2006 auf die internationale Ebene zum Mobile Manufacturers Forum.

## Politik
Barmüller war von 1990 bis 1993 FPÖ-Gemeinderat in Sankt Veit am Vogau und zog am 5. November 1990 in den österreichischen Nationalrat ein. Im Zuge der Abspaltung des Liberalen Forums (LIF) verließ Barmüller den freiheitlichen Parlamentsklub und wechselte am 4. Februar 1993 zum LIF. Er war in der Folge von 1993 bis 1995 Landessprecher des Liberalen Forums Steiermark und von 1993 bis 1997 Mitglied des Landespräsidiums des Liberalen Forums Steiermark. Ab 1993 war er zudem Mitglied des Landesforums des Liberalen Forums Steiermark. Barmüller vertrat das Liberale Forum bis 28. Oktober 1999 im Parlament. Danach schied er auf Grund des schlechten Wahlergebnisses der Partei bei der Nationalratswahl 1999, wie alle Abgeordneten des LIF, aus dem Nationalrat aus. Barmüller war Verkehrs-, Umwelt- und Landwirtschaftssprecher des Liberalen Forums im Nationalrat.

## Auszeichnungen
- 1999: Großes Goldenes Ehrenzeichen für Verdienste um die Republik Österreich[2]
- Barmüller ist Ehrenbotschafter des Jane Goodall Instituts-Austria.[3]